# Gerardo Begérez

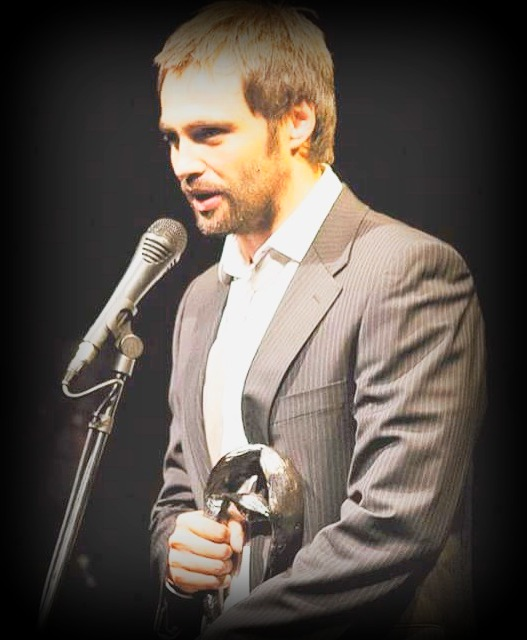
Gerardo Begérez - Premio Florencio Mejor Director 2015

Gerardo Begérez (Montevideo, 25 de septiembre de 1981) es un actor, director de teatro, docente y dramaturgo uruguayo. Actualmente reside en Barcelona.

## Trayectoria
Se formó en la Escuela de Teatro El Galpón, generación 2000. Fue miembro de ese teatro desde el egreso de su Escuela hasta el año 2017. Sus maestros fueron María Azambuya, Nelly Goitiño, César Campodónico, Juan Carlos Gené, Ricardo Bartís, entre otros. 
Ha dirigido más de cuarenta espectáculos tanto en Uruguay como en Argentina. Como actor participó en cine en la película uruguaya El cuarto de Leo. Actuó en series con Andrea del Boca y Arnaldo André y en Italia protagonizó la serie Dalia de las Hadas. 
En su rol de dramaturgo ha escrito seis obras teatrales y las seis han sido representadas.
Trabajó en Buenos Aires como docente de actuación, en Montevideo en La Escuela Mario Galup de Teatro El Galpón, en Escuela de Acción Artística e impartió un seminario de actuación en la Universidad Ort.  
Como director se destacó en montajes con la gran actriz uruguaya Estela Medina como protagonista: Sangre Joven (2015) y En la Laguna Dorada (2016), y La Golondrina (2018).
Tiene marido. Residió en Argentina durante siete años y vivió durante dos períodos en Nigeria. Actualmente reside en Barcelona, España y trabaja en esa ciudad en su país de origen.

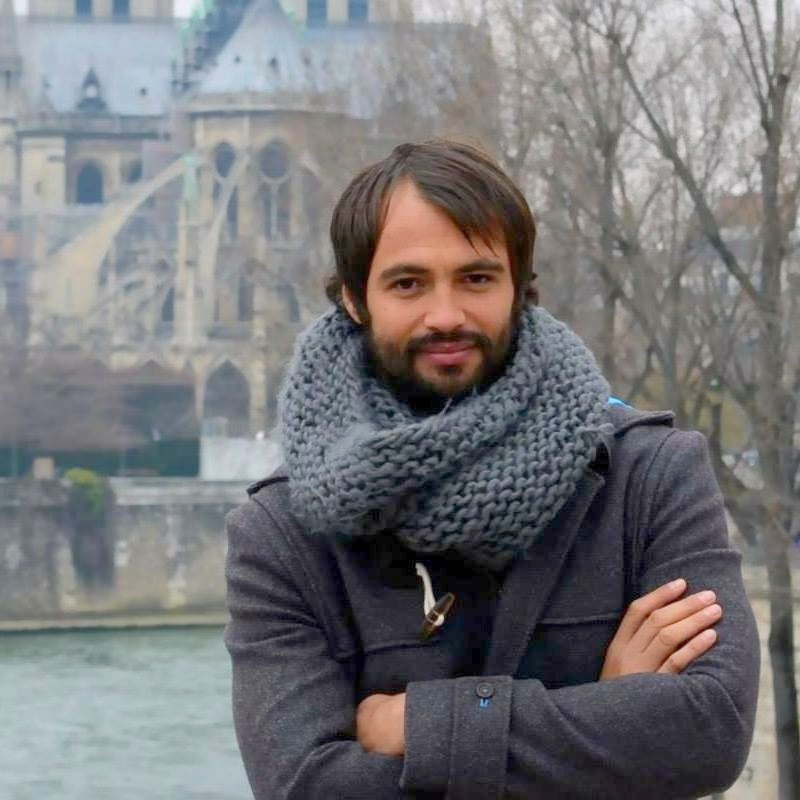
Gerardo Begérez en París, 2015.

## Premios
En 2014 recibió el Premio "Orgullo Ciudadano" en el Teatro Maipo, por sus aportes al teatro argentino mediante sus transgresores espectáculos.
En 2015 ganó el Premio Florencio al Mejor Director por el montaje de Cocinando con Elisa, espectáculo que también recibió el Premio Florencio a Mejor Espectáculo; y también ganó el Premio Florencio a Mejor Musical por Horror en Coronel Suárez, obra que escribió y dirigió.
El 19 de noviembre de 2016 recibió el Premio Morosoli de Bronce categoría Teatro, durante la XXII edición de los Premios Morosoli, otorgados por la Fundación Lolita Rubial.
El 21 de noviembre de 2016 ganó el Premio Escena al Mejor Director por la obra Mi hijo sólo camina un poco más lento del croata Ivor Martinić, elegida como la mejor obra del 2016, y se presenta en la Sala Atahualpa del Teatro El Galpón. El Premio Escena es otorgado por la Unión Europea a la mejor obra de autor europeo realizada por un elenco teatral uruguayo a lo largo del año.
En el 2016 fue nominado al Premio Florencio a Mejor Director del año por su montaje de la pieza croata: “Mi hijo sólo camina un poco más lento".
En 2017 tuvo doble nominación a los Premios Florencio como Mejor Director del año por los siguientes montajes: "Nerium Park” estrenado en Teatro El Galpón, y por “8 Mujeres” en Teatro Circular. Begérez volvió a liderar los Florencio, y tres de sus puestas en escena le valieron la presencia en nueve categorías.

## Obras
Algunos de los espectáculos en los que participó:
- Nerium Park (Director)[8][9]

- 8 Mujeres (Director)[10][11]

- Decadencia (Director)[12][13]

- El viento en un violín (Director)[14][15]

- En la Laguna Dorada (Director general)[16][17]

- Cocinando con Elisa (Director)[18]

- Mi hijo sólo camina un poco más lento (Director)[19][20]

- Juicio a una zorra (Director)[21]
- Horror en Coronel Suárez (Texto, Diseñador de espacio, Director)[22]
- Rey Lear (Actor)[23]
- Sangre Joven (Puesta en escena, Director)[24][25]
- París (Director)[26]
- Trio2: Luna de miel en Praga (Texto, Director)[27]
- Office (Texto, Diseñador de espacio, Director)[28]
- Homo sol@ (Actor)[29]
- La de Vicente López (Director general)[30]
- Diva (Diseñador de espacio, Puesta en escena, Director)[31]
- Trío (Texto, Diseñador de espacio, Director)[32]
- Mátame de nuevo (Actor, Director)[33]
- La persuasión (Puesta en escena, Director)[34]
- Loco afán (Adaptación, Diseñador de espacio, Diseño de luces, Director)[35]
- Reglas, usos y costumbres en la sociedad moderna (Actor)[36]
- Desamor. Mundos Paralelos (Diseño de luces, Director)[37]
- Éter retornable (Director)[38]
- Decir Adiós (Director)[39]
- El disparo (Director)[40]
- Tengo miedo torero (Versión, Director)[41]
- El agua y el aceite (Director)[42]
- El estado del alma (Director)[43]
- La tercera parte del mar (Director)[44]
- Un hombre es... un hombre (Actor)[45]